# Ulica Rokicińska w Łodzi
Ulica Rokicińska – jedna z głównych ulic w Łodzi, część trasy W-Z oraz drogi wojewódzkiej nr 713, łączącej Łódź z Januszewicami.
Jest ważną arterią komunikacyjną dla łódzkich osiedli: Widzewa Wschodu, Olechowa i Andrzejowa. Do skrzyżowania z aleją Józefiaka jest dwujezdniowa, natomiast do al. Hetmańskiej posiada torowisko tramwajowe poprowadzone pasem zieleni rozgraniczającym obydwie jezdnie.

## Historia
Ulica Rokicińska dawniej była podłódzką częścią Szosy Rokicińskiej (która to rozpoczynała się przy ul. Targowej). Tym właśnie szlakiem dostarczane były z Rokicin surowce do łódzkich fabryk. Po II wojnie światowej odcinek ten był sukcesywnie włączany w granice administracyjne miasta.

## Inwestycje
Planowana jest przebudowa ostatniego odcinka ul. Rokicińskiej od alei Józefiaka aż do granic miasta. Dodatkowo, w związku z przedłużeniem linii tramwajowej na Olechów, ul. Rokicińska pomiędzy ul. Augustów a al. Hetmańską zyskała torowisko tramwajowe w pasie zieleni rozgraniczającym jezdnie

## Komunikacja miejska
Ulicą Rokicińską kursują następujące linie MPK Łódź.

### Autobusy dzienne
- 58B, 64B, 75A, 75B, 82A, 82B, 90A, 90B, 90C, 91A, 91B, 91C, 201, 202, W

### Autobusy nocne
- N1A, N1B, N5B

### Tramwaje
- 8, 9, 10A, 10B.